# Mark Ryan
Mark Ryan (ur. 7 czerwca 1956 w Doncasterze) – brytyjski aktor filmowy i telewizyjny.
Swoją karierę aktorską, poza epizodem w filmie Who Dares Wins z 1982 roku, rozpoczął na planie serialu Robin z Sherwood. W serialu tym miał on także zagrać tylko epizod w pierwszej części, a grana przez niego postać Nasira miała być uśmiercona przez Robina z Loxley. Jednakże ze względu na to, że wzbudził on podziw członków ekipy filmowej sposobem m.in. poruszania się, postać ta występowała aż do ostatniego odcinka serialu.
Dzięki temu, że na planie dobrze posługiwał się bronią, stał się jednym z większych fanów samego serialu, a także stał się ekspertem od ustawiania walk bronią białą w filmach. Brał udział w koordynowaniu walk w takich filmach jak: Tajemnicze przygody Juliusza Verne’a, The Bacchae czy Król Artur.
Zagrał w pierwszej serii serialu Piraci wcielając się w kwatermistrza Hala Gatesa.
Swoich sił próbuje jako pisarz oraz gra w musicalach m.in. w West End. Do albumu Matador wraz z Tomem Jonesem wykonał piosenkę pt. This Incredible Journey. Wystąpił w teledysku Over the Hills and Far Away Gary’ego Moore’a. Także występuje w reklamach m.in. keczupu Heinz.

## Filmografia

### Filmy
- 1989: Upiór w operze (The Phantom of the Opera) jako Mott
- 1994: Działo zagłady (Doomsday Gun, TV) jako człowiek Special Air Service
- 1995: Rycerz króla Artura (First Knight) jako Challenger
- 2000: Aniołki Charliego (Charlie’s Angels) jako szermierz przeciwnik
- 2006: Special Ops: Delta Force jako podpułkownik Anderson Savage
- 2006: Prestiż (The Prestige) jako kapitan
- 2007: Transformers jako Bumblebee (głos)
- 2008: The Thirst jako Reeve
- 2009: Transformers: Zemsta upadłych (Transformers: Revenge of the Fallen) jako Jetfire (głos)
- 2011: Transformers 3 jako wojskowy operator dronów
- 2014: Transformers: Wiek zagłady jako Lockdown (głos)
- 2017: Transformers: Ostatni rycerz (Transformers: The Last Knight) jako Bulldog (głos)

### Seriale TV
- 1984–1986: Robin z Sherwood (Robin of Sherwood) jako Nasir
- 1986: Dempsey i Makepeace na tropie jako Jimmy
- 1989: Kusza (Crossbow) jako Barbarzyńca
- 1996: Na sygnale (Casualty) jako Dave Newman
- 1998: Frasier jako Winston
- 1998: Conan jako Barkeep
- 2000: Norymberga (Nuremberg) jako major Airey Neave
- 2001: JAG
- 2005: Agentka o stu twarzach jako Cooney
- 2011: Community jako posterunkowy Edmund
- 2014: Piraci (Black Sails) jako Gates